# Capodiferro
I Capodiferro (o Caput Ferri o Capo de Ferro) furono una famiglia del patriziato municipale romano.

## Storia
Ritenuta di antichissima origine, le prime notizie della famiglia si attestano intorno al secolo XII quando è testimoniato che ai Capodiferro del rione Regola, venne affidata da Innocenzo II insieme ad altre 5 famiglie nobili romane, la custodia del Velo della Veronica nella Basilica Vaticana. Nello stesso secolo Oddone insieme ad altri, ricoprì la carica senatoriale nel 1188. Le abitazioni di altri rami della famiglia si trovavano nel rione Pigna, presso l’attuale piazza del Gesù.
Durante il XIV secolo dalla famiglia si dividono i due rami di Paolo Gocj e di Lello Maddaleni che fu conservatore di Roma nel 1333, carica che ricoprirono ripetutamente con altri discendenti del casato. Possedevano nei dintorni di Roma i casali uniti di Celfatina, Solfaratella e Torre Maggiore sulla via Ardeatina, dei quali risultavano proprietari sin dal 1389. Con i proventi della mercatura e degli uffici della curia capitolina e pontificia, acquistarono nel tempo anche i casali di Rocca di Botte, Torre del Sasso, Castel Campanile, Camposalino ed altri.
Strinsero rapporti di parentela con i Crescenzi, i Porcari, i Mattei, i Massimi, i Ponziani, i Castellani, i Fuscheri, gli Iacovacci, i Muti, gli Orsini.

Prima dei Savelli, i Capodiferro ebbero giurisdizione sulle carceri di Roma tra cui quelle poste in principio presso Corte Savella. Nel XVI secolo, prima del Sacco di Roma la famiglia, rappresentata da Raimondo, che ricoprì la carica di Conservatore per 4 volte e rivestì la carica di Magister viarum durante la realizzazione del Tridente, era ancora presente nel rione Regola, sul luogo dove verrà eretto il palazzo omonimo poi Spada; mentre il ramo dei Maddaleni era presente nel rione Pigna presso l'arco che da essi prendeva il nome.
Tra le personalità più note del casato si ricordano Giovanni Battista, attivo nella mercatura in Roma e podestà di Bologna nella prima metà del XV secolo, Evangelista, poeta  e collezionista di marmi antichi, e il cardinale Girolamo, nato da Bernardina Capodiferro.
La famiglia si estinse nel XVII secolo con Pompeo Maddaleni Capodiferro, le cui figlie andarono in mogli nella famiglia Capranica, che ancora conservano il loro archivio, nei Muti e nei Massimo. Alla famiglia appartenne Lorenzo, vescovo di Pesaro.